# Laguna Avendaño
Laguna Avendaño är en sjö i Chile.   Den ligger i regionen Región del Biobío, i den södra delen av landet, 400 km söder om huvudstaden Santiago de Chile. Laguna Avendaño ligger 66 meter över havet. Arean är 0,99 kvadratkilometer. Den sträcker sig 2,9 kilometer i nord-sydlig riktning, och 1,3 kilometer i öst-västlig riktning.
Trakten runt Laguna Avendaño består i huvudsak av gräsmarker. Runt Laguna Avendaño är det ganska glesbefolkat, med 25 invånare per kvadratkilometer.